# Stefania Tarenzi
Stefania Tarenzi (Lodi, Provincia de Lodi, Italia, 29 de febrero de 1988) es una futbolista italiana que juega en la posición de delantera en la U. C. Sampdoria de la Serie A de Italia.

## Clubes
| Club                  | País   | Año       |
| --------------------- | ------ | --------- |
| ACF Brescia Femminile | Italia | 2013-2017 |
| U. S. Sassuolo Calcio | Italia | 2017-2018 |
| ChievoVerona Valpo    | Italia | 2018-2019 |
| F. C. Inter de Milán  | Italia | 2019-2021 |
| U. C. Sampdoria       | Italia | 2021-2023 |